# سالي (بييمونتي)
سالي (بالإيطالية: Sale)‏ هي بلدية في مقاطعة ألساندريا في إقليم بييمونتي في إيطاليا.

## السكان
في سنة 1861 بلغ عدد السكان 5٬655 نسمة، وتطور العدد ليصل في سنة 2011 لـ 4٬218 نسمة.
يظهر هذا المخطط البياني تطور النمو السكاني لـ سالي (بييمونتي)

## أعلام
- أنا ماريا بريزيو